# Langsnuitkathaai
De langsnuitkathaai (Apristurus kampae) is een vis uit de familie van de Pentanchidae en behoort derhalve tot de orde van roofhaaien (Carcharhiniformes). De vis kan een lengte bereiken van 58 centimeter.

## Leefomgeving
De langsnuitkathaai is een zoutwatervis. De vis prefereert diep water en leeft hoofdzakelijk in de Grote Oceaan op dieptes tussen 0 en 1888 meter.

## Relatie tot de mens
In de hengelsport wordt er weinig op de vis gejaagd.